# Otto Ernst Remer
Otto Ernst Remer (Neubrandenburg, 18 augustus 1912 – Marbella, 4 oktober 1997) was een Duitse Wehrmachtofficier die een belangrijke rol speelde bij het arresteren van de auteurs van het complot van 20 juli 1944 tegen Adolf Hitler. Na de oorlog was hij medeoprichter van de neonazistische Sozialistische Reichspartei (SRP) en stond hij bekend als holocaustontkenner.

## Biografie
Otto Ernst Remer was de oudste van de zes zonen van Otto Remer (°1888) en Elisabeth Pilgrimm (°1889). Twee van zijn broers sneuvelden tijdens de Tweede Wereldoorlog.
Hij studeerde aan het lokale gymnasium. Toen hij dertien was, werd hij lid van de militaristische jeugdvereniging Jungsturm. Vanaf toen wilde hij officier worden en in 1932 meldde hij zich aan bij de Reichswehr.
Remer was tweemaal getrouwd. Uit zijn eerste huwelijk had hij twee zonen en een dochter. Zijn tweede vrouw, Anneliese Heipke, leidde de Uitgeverij Remer-Heipke, eerst in Duitsland, later in Spanje. Naast de geschriften van Remer, publiceerde ze onder meer teksten van Florentine Rost van Tonningen.

## Tweede Wereldoorlog
In september 1939 was hij Oberleutnant (eerste luitenant) en behoorde tot de troepen die ingezet werden voor de invasie van Polen. In 1942 was hij bataljonscommandant en trad hij toe het Infanterieregiment Großdeutschland. In februari 1943 had hij het bevel over het 1e (gepantserde) bataljon van Grenadierregiment Großdeutschland, nadat het oorspronkelijke regiment was uitgegroeid tot een volwaardige divisie. Hij kreeg het Ridderkruis van het IJzeren Kruis voor zijn dienst als bataljonscommandant en in november 1943 kreeg hij het Ridderkruis van het IJzeren Kruis met eikenloof dat Hitler hem persoonlijk opspeldde. 
In maart 1944 raakte hij gewond. Hij werd bevorderd tot majoor en koos voor het commando over het Wachbataillon Großdeutschland. Een van de taken van dat commando was de openbare veiligheid in Berlijn te handhaven. Op 20 juli 1944 moest dit commando onder leiding van Remer alle SS'ers in Berlijn arresteren. Toen hij bij Joseph Goebbels aankwam om hem te arresteren, overtuigde Goebbels hem ervan dat Hitler nog leefde. Remer vroeg om bewijs waarop Goebbels de telefoon pakte en Remer met Hitler doorverbond. Hitler vroeg of Remer zijn stem herkende, daarna gaf hij hem de opdracht de samenzweerders te arresteren. Diezelfde avond werd Remer bevorderd tot Oberst (kolonel). Hij werd nu brigadecommandant, bevel voerend over de Führer-Begleit-Brigade.
Nadat hij en zijn mannen grote verliezen hadden geleden tijdens het Ardennenoffensief, werd hij in januari 1945 bevorderd tot generaal-majoor en werd hoofd van de Führer-Begleit-Divisie. Hij was pas tweeëndertig. Toen in maart 1945 de Führer-Begleit-Divisie werd overgeplaatst naar Silezië en door de Russen omsingeld werd, ontsnapte hij in burgerkledij. Hij werd uiteindelijk gevangengenomen door de Amerikaanse troepen, en bleef tot 1947 in Britse krijgsgevangenschap.

## Politieke carrière
Remer doorstond vlot de denazificatieprocedure en werd in de categorie meelopers geklasseerd.
Hij trad toe tot de Gemeinschaft unabhängiger Deutscher (GuD) van Fritz Dorls. In 1949 trad deze groep toe tot de conservatieve Deutscher Rechtspartei, maar werd er na korte tijd al uitgesloten. Remer werd in 1950 medeoprichter en weldra voorzitter van de neonazistische Sozialistische Reichspartei. In 1952 werd deze partij verboden, nadat ze met 360.000 kiezers 16 zetels had veroverd in het nationaal parlement. 
Hij werd in 1951 een eerste maal tot twee maanden gevangenis veroordeeld wegens beledigingen aan de bondskanselier.
In 1952 werd hij door procureur-generaal Fritz Bauer beschuldigd van smaad aan de nagedachtenis van de samenzweerders van de 20 juli-aanslag, die hij voor landverraders had uitgescholden. Onder grote mediabelangstelling werd hij tot drie maanden gevangenis veroordeeld. Dit was het eerste belangrijk proces tegen een voormalige nazi voor een burgerlijke Duitse rechtbank.
Hij onttrok zich er aan door naar Egypte te vluchten, waar hij militair raadgever van Gamal Abdel Nasser werd. Na 1956 trok hij naar Syrië en werd er wapenhandelaar. Fidel Castro en de  Algerijnse FLN behoorden tot zijn klanten.
Begin jaren 1980 was hij weer in Duitsland. Hij werd een veelgevraagde redenaar op bijeenkomsten van rechtsextremisten. In 1982 stichtte hij, samen met Thies Christophersen, de neofascistische Vriendenkring Ulrich von Hutten en in 1983 de Deutsche Freiheitsbewegung (DDF), met een jeugdorganisatie onder de naam Bismarck-Jugend. Hij schreef vele artikels in het partijorgaan Huttenbriefe en bleef voorzitter tot in 1989.
In 1990 was hij aanwezig in de Münchener Löwenbräukeller waar 800 Holocaust-ontkenners bijeen kwamen, op initiatief van de neonazi Bela Ewald Althans. Ze werden toegesproken door de Holocaust-ontkenner David Irving. 
Van 1991 tot 1994 had Remer zijn eigen blad, Remer-Depesche, dat als 'geschiedenisvervalsend' en 'revisionistisch' werd bestempeld. In oktober 1992 werd hij veroordeeld tot 22 maanden gevangenisstraf voor het schrijven en publiceren van een aantal artikelen die aanzetten tot rassenhaat. Remer tekende tal van beroepen aan tegen de straf op grond van de vrijheid van meningsuiting, waarbij het eerste vonnis telkens werd bevestigd. Uiteindelijk vluchtte hij in februari 1994 naar Spanje en ontliep hierdoor andermaal de gevangenis. Uitlevering bleek, zonder passende verdragsteksten, niet mogelijk. Hij was 85 toen hij in Marbella overleed.
Hij werd nog ondervraagd voor het televisieprogramma The World At War over de moordaanslag van 20 juli 1944 op Hitler. Hij zei dat hij geen spijt had dat hij de samenzweerders gearresteerd had.

## Publicaties
- 20. Juli 1944, Hamburg-Neuhaus/Oste,  Verlag Hans Siep, 1951.
- 20. Juli 1944 5. Auflage. Hamburg-Neuhausen, Verlag Deutsche Opposition, 1951.
- Verschwörung und Verrat um Hitler, Urteil des Frontsoldaten, Bad Kissingen, Remer-Heipke, 1993, ISBN 3-87725-102-1.
- Kriegshetze gegen Deutschland: Lüge und Wahrheit über die Ursachen beider Kriege, Bad Kissingen, Remer-Heipke, 1989.